# Tandara Caixeta
Tandara Alves Caixeta (Brasilia, 30 ottobre 1988) è una pallavolista brasiliana, opposto dell'Osasco.

## Carriera
La carriera di Tandara Caixeta comincia nel 2005 quando entra a far parte del Brasil dove resta per due stagioni; con la nazionale under 18, nello stesso anno, si aggiudica la medaglia d'oro al campionato mondiale di categoria, mentre due anni dopo, vince la stessa medaglia al campionato mondiale under 20: nel 2007 inoltre fa il suo esordio nella nazionale maggiore brasiliana con la quale si aggiudica la medaglia d'argento alla Coppa panamericana.
Nella stagione 2007-08 passa all'Osasco Voleibol Clube, club con il quale ai aggiudica un'edizione del campionato Paulista; dopo una stagione nell'Esporte Clube Pinheiros, approda al Brusque nel campionato 2009-10.
Nella stagione 2010-11 viene ingaggiata dal GRER; con la nazionale vince la medaglia d'argento al World Grand Prix e quella d'oro ai Giochi Panamericani e al campionato continentale.
Nella stagione 2011-12 vesta nuovamente la maglia della squadra di Osasco, con la quale vince lo scudetto; con la nazionale vince la medaglia d'oro ai Giochi della XXX Olimpiade di Londra. La stagione successiva passa al Sesi, col quale vince la Coppa San Paolo, mentre con la squadra nazionale si aggiudica la medaglia d'oro alla Grand Champions Cup 2013.
Nella stagione 2013-14 cambia nuovamente squadra, passando al Campinas Voleibol Clube, venendo premiata come miglior servizio del campionato; con la nazionale vince la medaglia d'oro al World Gran Prix 2014 e la medaglia di bronzo al campionato mondiale 2014. Nella stagione successiva veste invece la maglia del Praia Clube.
Dopo un breve periodo di pausa per maternità, torna in campo in tempo per il campionato 2015-16, giocando per il Minas Tênis Clube, mentre nel campionato seguente fa ritorno all'Osasco Voleibol Clube con cui si aggiudica la Coppa del Brasile 2018; con la nazionale, nel 2017, conquista la medaglia d'oro al World Grand Prix e al campionato sudamericano, dove viene premiata anche come MVP, e l'argento alla Grand Champions Cup.
Nella stagione 2018-19 gioca per la prima volta in un campionato straniero, la Chinese Volleyball Super League, che disputa con la maglia del Guangdong, tuttavia, nella stagione successiva ritorna in patria, difendendo i colori del Rio de Janeiro, con cui conquista la Coppa del Brasile.
Per il campionato 2020-21 si accasa all'Osasco, sempre in Superliga Série A; nel 2021, con la nazionale, vince la medaglia d'argento alla Volleyball Nations League e ai Giochi della XXXII Olimpiade di Tokyo e quella d'oro al campionato sudamericano.

## Palmarès

### Club
- Campionato brasiliano: 1

2011-12
- Campionato Paulista: 1

2007
- Coppa del Brasile: 2

2018, 2020
- Coppa San Paolo: 1

2012

### Nazionale (competizioni minori)
- Campionato mondiale under 18 2005
- Campionato mondiale under 20 2007
- Coppa panamericana 2007
- Giochi panamericani 2011
- Montreux Volley Masters 2013
- Montreux Volley Masters 2017

### Premi individuali
- 2014 - Superliga Série A brasiliana: Miglior servizio
- 2017 - Campionato sudamericano: MVP
- 2017 - Grand Champions Cup: Miglior opposto
- 2018 - Volleyball Nations League: Miglior opposto
- 2021 - Volleyball Nations League: Miglior opposto